# ۱۸۵ (پیش از میلاد)
۱۸۵ (پیش از میلاد) ۱۸۵مین سال قبل از تقویم میلادی است.